# ゲルハルト・リヒター
ゲルハルト・リヒター（Gerhard Richter, 1932年2月9日 - ）は、ドイツの抽象画家。現在、世界で最も注目を浴びる重要な芸術家のひとりであり、若者にも人気があり、「ドイツ最高峰の画家」と呼ばれている。

## 略歴
ドレスデンに生まれる。地元の芸術アカデミーで1951年から1956年まで絵画を学ぶが、東ドイツの共産主義体制に制約を感じ、ベルリンの壁によって東西ドイツの行き来が禁止される寸前の1961年、西ドイツのデュッセルドルフに移住。デュッセルドルフ芸術大学に入学。独自の作風を展開していく。1971年からデュッセルドルフ芸術大学教授を15年以上にわたり務めた。
2012年、競売大手サザビーズがロンドンで行った競売で、エリック・クラプトンが所有していたリヒターの抽象画『アプストラクテス・ビルト（809-4）』が約2132万ポンド（約26億9000万円）で落札された。生存する画家の作品としては当時史上最高額。
2014年、第二次世界大戦中の1944年8月にアウシュヴィッツ＝ビルケナウ強制収容所で囚人が隠し撮りしたとされるホロコーストの写真を元に描かれた4点の抽象画「ビルケナウ」シリーズを制作し、ベルリンのナショナル・ギャラリーに永久貸与された。
2022年､生誕90周年、画業60周年を迎え、東京では初となる美術館での個展が東京国立近代美術館にて開催された｡

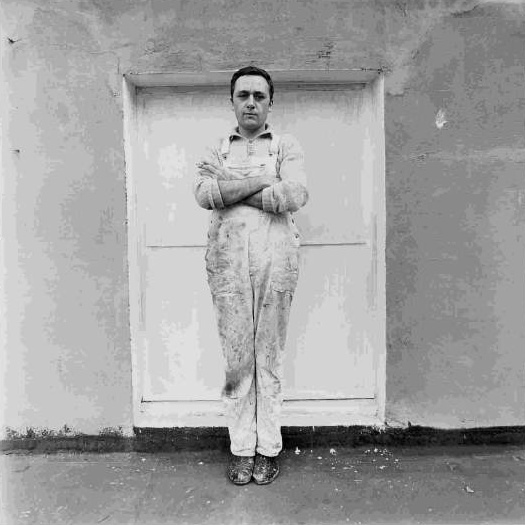
ローター・ヴァレー撮影1970年頃のリヒター

## 作風
初期の頃から製作されているフォト・ペインティングは、新聞や雑誌の写真を大きくカンバスに描き写し、画面全体をぼかした手法である。モザイクのように多くの色を並べた「カラー・チャート」、カンバス全体を灰色の絵具で塗りこめた「グレイ・ペインティング」、様々な色を折りこまれた「アブストラクト・ペインティング」、幾枚ものガラスを用いて周囲の風景の映り込む作品など、多様な表現に取り組んでいる。
これらの基礎資料であるかのような五千枚以上のドローイングや写真からなる数百を越えるパネルからなる作品として『アトラス』がある。これはアビ・ヴァールブルクの『ムネモシュネ・アトラス』の影響を受けた物である。初期の作品は主として油彩であったが、近年ではエナメルや印刷技術を用いたものが多くなっている。

## 日本で展示されている作品
日本には瀬戸内海のほぼ中央に浮かぶ無人島の豊島（とよしま＝愛媛県上島町）「ゲルハルト・リヒター 14枚のガラス／豊島」が展示されている。この作品は、190センチ×180センチの透明な14枚のガラス板が、連続してハの字を描くように少しずつ角度を変えて並ぶ作品。全長約8メートルで、リヒターによるガラスの立体作品としては現時点で最大のもの。
また、高知県立美術館に「ステイション」が所蔵されている。

## ギャラリー

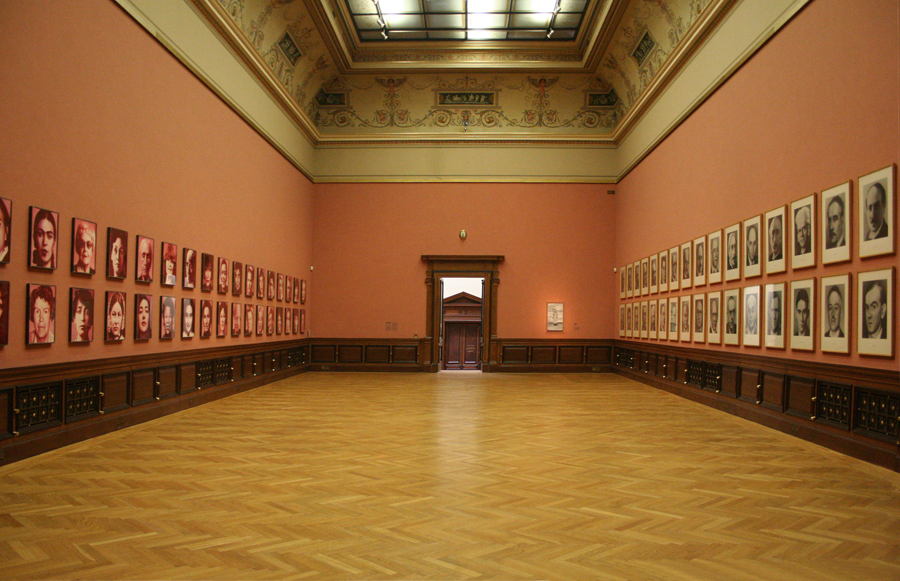
リヒターとゴットフリート・ヘルンヴァインによる「48 Portraits（英語版）」1991-92年と「Undeniable me」1971-72年
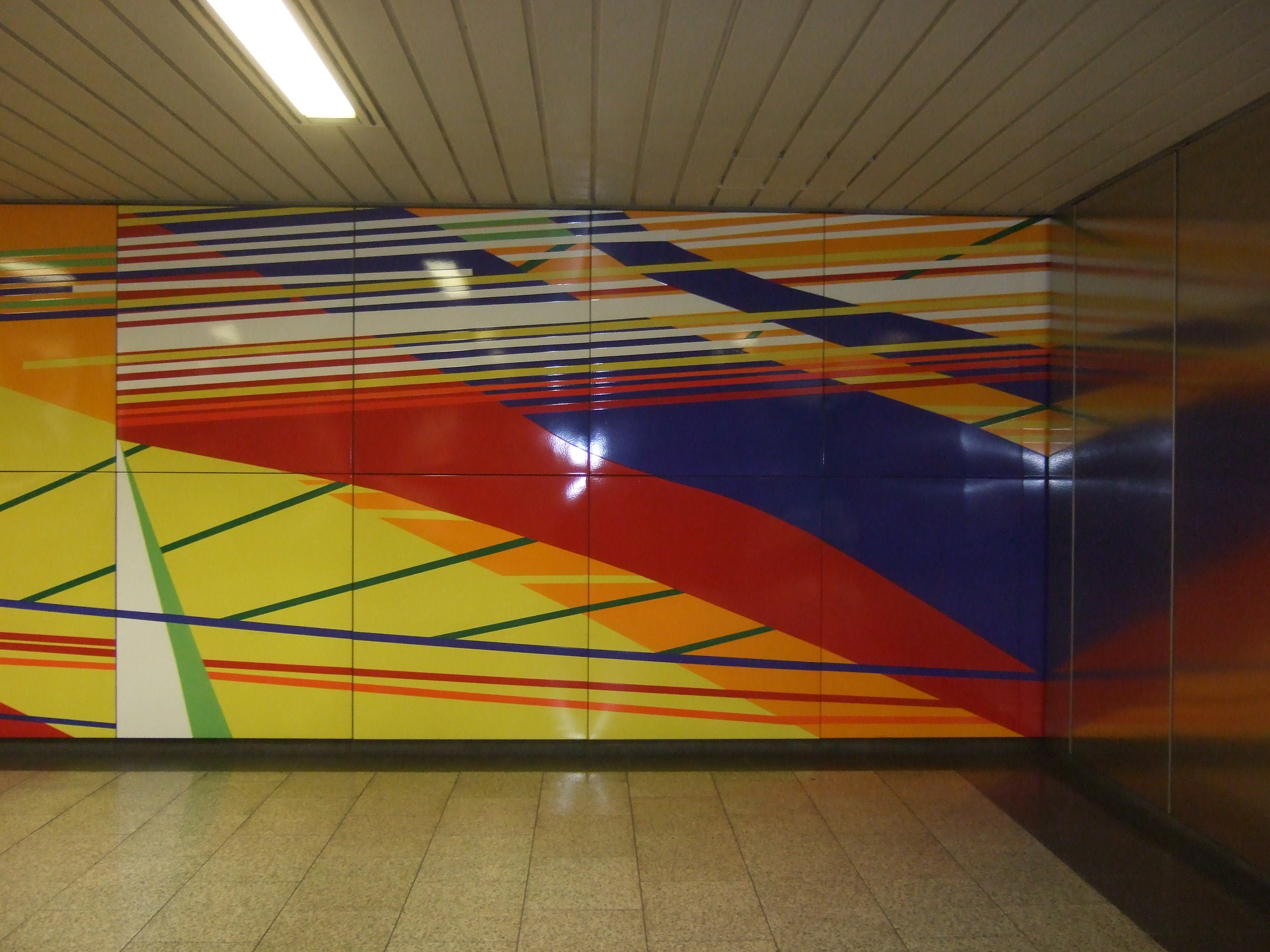
デュイスブルク・シュタットバーン（英語版）(デュイスブルク停留所)のリヒターと彫刻家の元妻イザ・ゲンツケン（英語版）による壁画(1980-92)
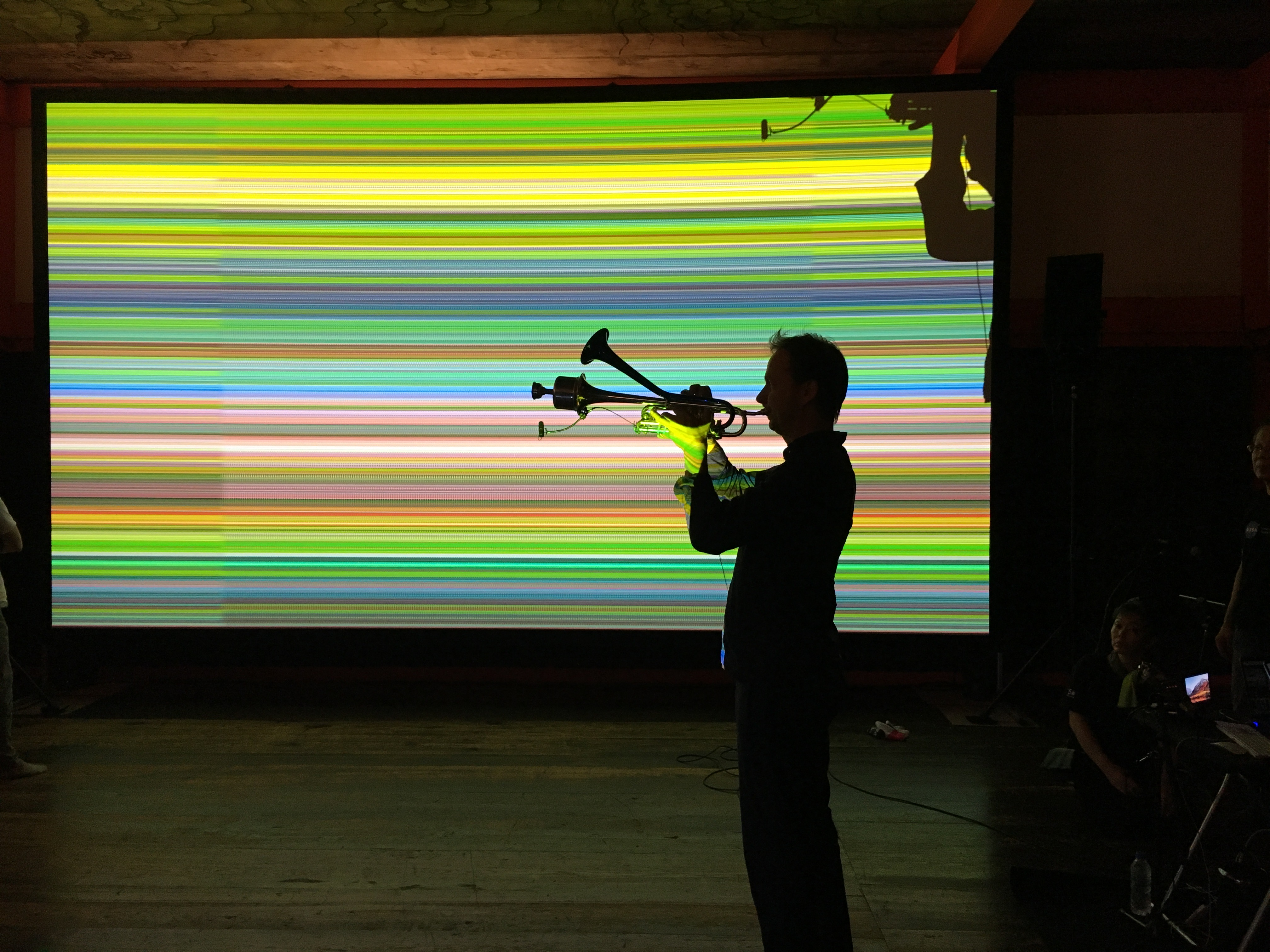
2019年の第25回ICOM（国際博物館会議）京都大会清水寺でのリヒターとトランペット奏者マルコ・ブラウ（英語版）のコラボ
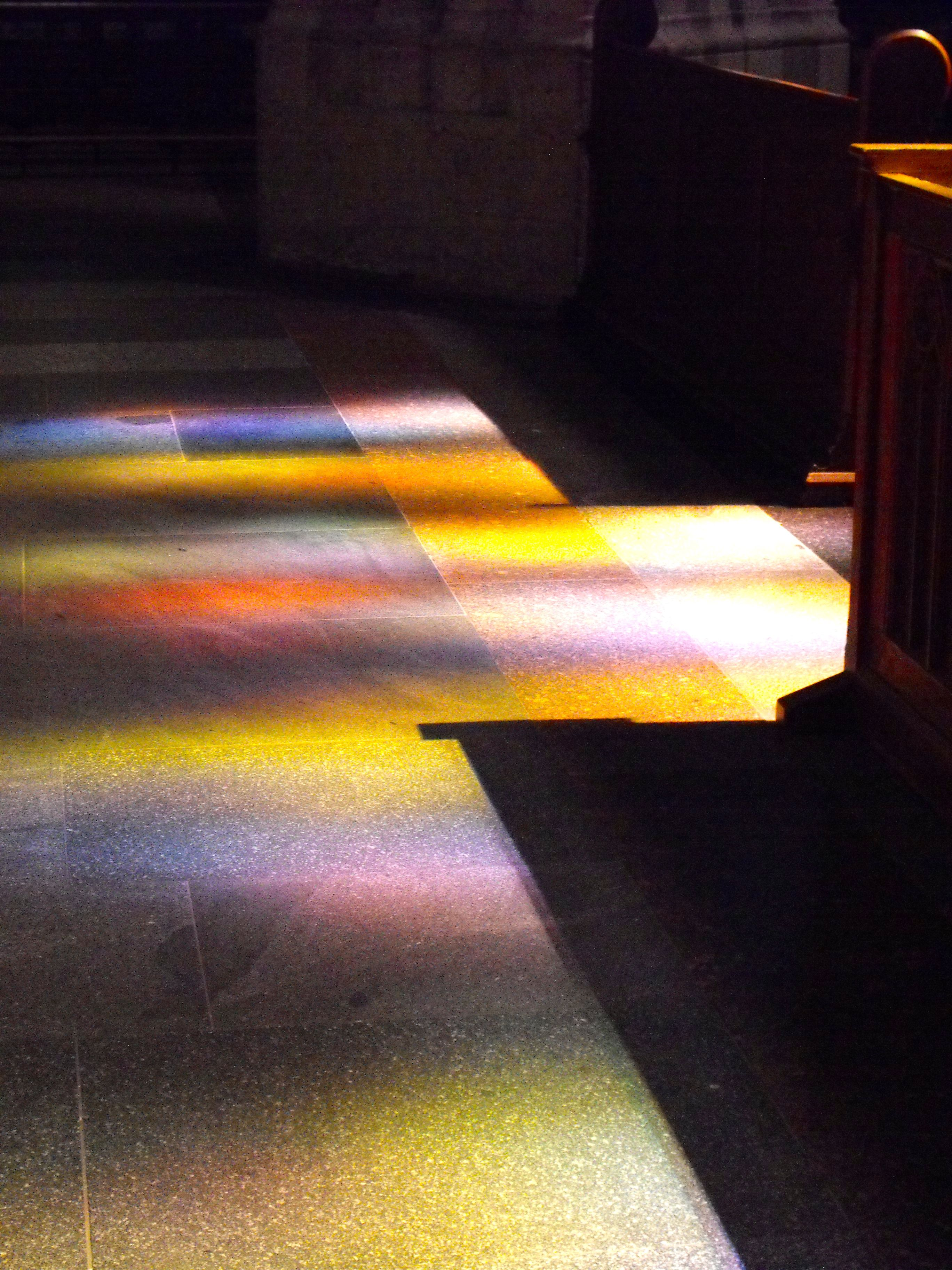
『光の交響曲』ケルン大聖堂のステンドグラスから注ぐ光 (2007年)
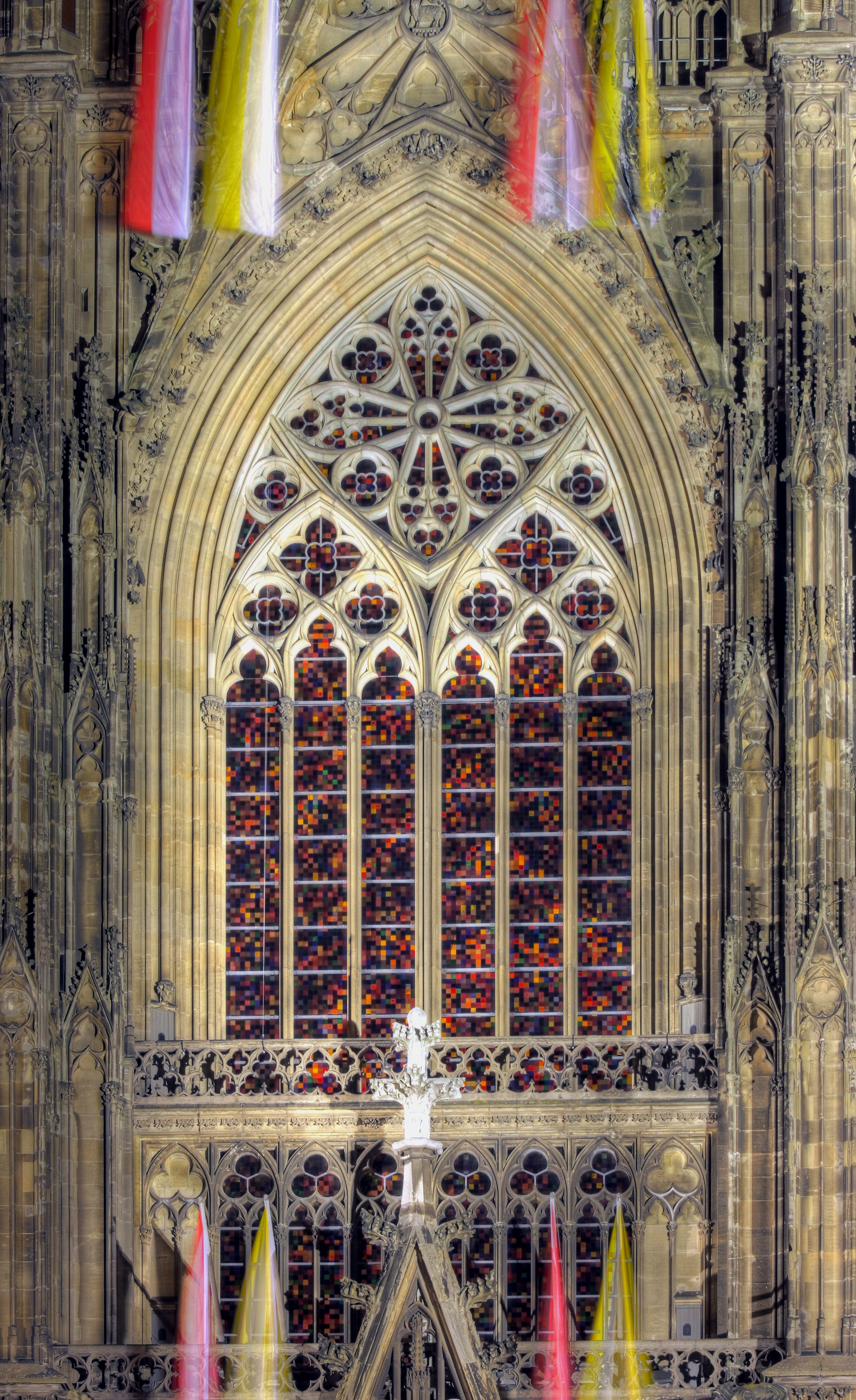
リヒターが制作したケルン大聖堂のステンドグラス

### 評伝・論集
- ディートマー・エルガー『評伝 ゲルハルト・リヒター』清水穣訳、美術出版社、2017年
- 『ユリイカ　詩と批評　特集 ゲルハルト・リヒター　生誕90年記念特集』2022年6月号、青土社
- 画集・論集『ゲルハルト・リヒター』（青幻舎、2022年）桝田倫広・鈴木俊晴監修
- 林寿美『ゲルハルト・リヒター　絵画の未来へ』水声社、2022年 ISBN 4801006477、上記の企画者